# Les Caquets de l'accouchée

Les Caquets de l'accouchée est une satire anonyme, publiée pour la première fois en 1622 en plusieurs feuilles volantes. Ces huit cahiers sont réédités l'année suivante en 1623 en un seul volume : Recueil général des Caquets de l'Accouchée, avec plusieurs rééditions jusqu'en 1630 ; l'ouvrage suscita des imitations et des adaptations.

## Le texte
Le titre fait référence à la coutume, avérée dès le milieu du XVe siècle, qu'ont les bourgeoises de se rendre visite lorsque l'une d'elles est en couches.
Le narrateur se présente comme un Parisien en convalescence à qui un médecin prescrit de se distraire pour se refaire une santé ; il se rend rue Quincampoix pour écouter les caquetages et commérages des femmes entourant sa cousine qui vient d'accoucher.
Le livre détaille divers aspects de la vie parisienne, cite nommément les personnalités de l'époque en abordant des sujets tels que la politique et la religion, et présente une vive satire de la bourgeoisie parisienne ; il peut être « classé dorénavant parmi les ouvrages historiques, échos fidèles des préjugés et des opinions d'une époque ».

## Adaptation
En 1991, Les Caquets de l'accouchée a fait l'objet d'une adaptation sous forme d'un téléfilm réalisé par Hervé Baslé.